# Terry Bozzio
Terry John Bozzio (San Francisco, Kalifornia, 1950. december 27. –) amerikai dobos, elismertségét elsősorban a Frank Zappával való együttműködésnek köszönheti.

## Életrajza
Bozzio Kaliforniában született olasz-amerikai szülők gyermekeként. A Sir Francis Drake High School középiskolába járt San Anselmóban, ahol zenei képzésben részesült. San Franciscóban a Godspell című darabot kísérte 13 hónapig, eközben rengeteg közös dzsemmelésben vett részt, sok zenésszel ismerkedett meg.

### Frank Zappánál: 1975-78
Frank Zappához – korábbi munkáit egyáltalán nem ismerve – egy nagyon kemény meghallgatás után került, a Weather Reportba távozó Chester Thompson helyére. Elmondása szerint rengeteget tanult ottléte alatt a mesterétől, aki maga is örömmel használta ki a fiatal dobos képességeit: 1976-ban neki írta a később legendássá váló The Black Page című ütősdarabot, de több énekes számot is.
Három évig dolgoztam vele, végigcsináltam négy turnét, játszottam 10 albumon és zenészként nagyon sokat fejlődtem. Rengeteg szinten voltam a géniuszának hatása alatt. Részt vehettem egy csomó nagyzenekari dologban is ami igazán nagy kihívás volt. Játszottunk TV-műsorokban de nagy arénákban is, ahol megtanultam hogy lehet száz méterre levőkkel kommunikálni, és persze azt, hogy hogy élhető túl a turnézás.
Az egyik Zappa-pauzában Bozzio a Brecker Brothersszel játszott végig egy turnét és felvette velük a "Heavy Metal Bebop" című klasszikus dzsessz-albumot. 1978-ban önállósodni vágyván kilépett Zappától, de később is kapcsolatban maradtak: Bozzio énekelt és szerepet játszott a Joe’s Garage (1979) és a Thing-Fish (1984) című „rock-operákban”.

### Zappa után
Bozzio 1978-ban a UK tagja lett, majd 1980-ban akkori feleségével, Dale Bozzióval megalakították a Missing Persons újhullámos zenekart, amihez Warren Cuccurullo gitáros és Patrick O'Hearn basszusgitáros-billentyűs mellett (mindketten Zappánál zenéltek) Chuck Wild billentyűs csatlakozott. A Missing Persons három nagylemez és meglehetősen nagy (főleg amerikai) sikerek után feloszlott, Bozzio azóta jórészt szólóban vagy alkalmi társként vesz részt projektekben, zenekarokban.
Többek között szerepelt Mick Jagger "Throwaway" című dalának videóklipjében (Primitive Cool lemez), de dolgozott Jeff Beckkel is, a Guitar Shop lemezükért Grammy-díjat kaptak.
2005 nyarán Bozzio Dave Lombardót helyettesítette a Fantômas európai turnéján. Közreműködött a Korn nyolcadik, cím nélküli nagylemezén a dobos, David Silveria távozása után. Az eredeti tervek szerint az album felvétele utáni Family Values turnén is a csapattal tartott volna, de már a lemez készítése közben távozott (végül ott is csak 7 dalban dobol). 2006-ban vendégként csatlakozott a Zappa Plays Zappa együtteshez, és kisebb kihagyásokkal végigturnézta velük az évet (Magyarországon 2006. május 24-én jártak).

### Szólóban
Gary Chester doboshoz hasonlóan Bozzio is a dallamos ostinatóiról ismert. Bozzio legtöbb munkájában az ostinatót a lábdob és lábcin variációi adják, amire a kezeivel szólózik. A helyzet gyakran éppen fordított (gyakran ugyanazon a darabon belül), amikor is a kezeivel biztosítja az ostinato kíséretet és a lábai játsszák a szólót. Chesterhez hasonlóan Bozzio is annak továbbgondolásából fejlesztette ki dallamos ostinato játékot, ahogy a zongorista játssza a szólót vagy ellenpontot az ostinatóval vagy pedálhanggal szemben.
A dob egyfajta törvényen kívüli hangszer, ezzel együtt egy nagyon fiatal hangszer. A kezdeteket a századforduló jelentette, a fordulópontot pedig a húszas évek, a big band korszak, és mostanában jutunk el arra a pontra, ahol a játékosok már magukat tudják kísérni. A hetvenes évektől egyre több hang lett, egyre dallamosabban tudunk játszani, és a más hangszereket, főleg a zongorán az elmúlt 400 évben kialakult zenei technikákat már a dobokra is alkalmazni tudjuk.
Bozzio a szinte nagyzenekari hangszerelésű dob-darabjairól is ismert, ezeket az SS Bozzio néven is ismert hatalmas dobfelszerelésén adja elő, amiben az egyes dobok pontos hangmagasságokra vannak behangolva, ami Bozzio eltéveszthetetlen hangját is biztosítja.
Ez egy kicsit hasonlít a zongorához a kíséret tekintetében, ahol a kíséret felett halljuk a szólót, zeneileg pedig mintha klasszikus zenére rajzolnánk, mert ennek nagyon nagy része köthető a klasszikus zenéhez, Bartókhoz vagy Sztravinszkijhoz. Másrészt viszont a dzsesszhez is, az improvizáció és a spontaneitás miatt. (…) Van tehát forma és szerkezet; egy lábbal a dzsesszben, eggyel a klasszikus zenében, de több darabot inspiráltak népzenei források is, afrikai, indiai, közel-keleti vagy ázsiai zenék.

### Felszerelés

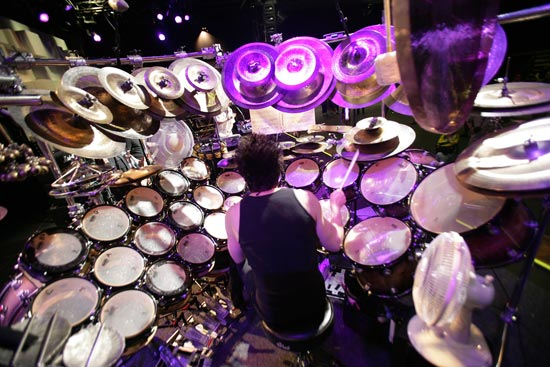
Terry Bozzio és az SS Bozzio

Terry Bozzio Drum Workshop dobokat, Sabian cintányérokat, Vic Firth dobverőket és Attack dobbőröket használ, mindegyik márka speciálisan neki tervezett termékeit. A cintányérokat viszont maga Bozzio tervezte, egy teljesen más esztergálási móddal. Közismerten szívesen használ különböző fehér zajokat megszólaltató cintányérokat, az összekapcsolt beütők és kinaiak ilyenkor szokatlan hangzásokat eredményeznek. Ennek az alapgondolata valószínűleg Zappa hangos cintányérokhoz való vonzódásából ered; Bozzio akkoriban a főnökének igényeit próbálván kielégíteni nagy darabokat vágott ki a cintányérjaiból, amitől sokkal zajosabb, hangosabb tónusuk lett (ez látható a Baby Snakes című koncertfilmben is).
Az SS Bozzio dobfelszerelés egy hagyományos, bár eleve nagy, effekteket is tartalmazó dobfelszerelésből fejlődött ki mai állapotába, amikor is már 10 pedál kell a működtetéséhez, a dallamorientált részek megszólaltatásához pedig dobok tucatjai segítenek. Bozzio játéka olyan mai dobosokra volt alapvető hatással, mint Marco Minnemann, Thomas Lang, Mike Mangini és Chris Utter.

## Diszkográfia

### Szólóban, szerzőként
- Terry Bozzio - Chamber Works (1998)
- Terry Bozzio - Drawing The Circle (1998)
- Bozzio, Levin, Stevens - Black Light Syndrome (1997)
- Bozzio, Levin, Stevens - Situation Dangerous (2000)
- Bozzio / Wackerman - Alternative Duets - Volume 1 (2000, Slam International)
- Bozzio / Wackerman - Alternative Duets - Volume 2 (2000, Slam International)
- Terry Bozzio & Billy Sheehan - Nine Short Films (2002, Magna Carta)

### Frank Zappa lemezein
- Bongo Fury (Zappa / Beefheart & The Mothers, 1975)
- Zoot Allures (Zappa, 1976)
- Zappa in New York (Zappa, 1978)
- Studio Tan (Frank Zappa, 1979)
- Sleep Dirt (Frank Zappa, 1979)
- Sheik Yerbouti (Frank Zappa, 1979)
- Orchestral Favorites (Frank Zappa, 1979)
- Joe’s Garage Act I (Zappa, 1979) - narráció
- Joe’s Garage Acts II & III (Zappa, 1979) - narráció
- Shut Up ’n Play Yer Guitar (Zappa, 1981)
- Baby Snakes (Frank Zappa, 1983) - 1977-es felvétel
- Thing-Fish (Zappa, 1984) - narráció
- You Can’t Do That on Stage Anymore Vol. 1 (Zappa, 1988)
- You Can’t Do That on Stage Anymore Vol. 3 (Zappa, 1989)
- You Can’t Do That on Stage Anymore Vol. 4 (Zappa, 1991)
- You Can’t Do That on Stage Anymore Vol. 6 (Zappa, 1992)
- Läther (Frank Zappa, 1996)
- Frank Zappa Plays The Music Of Frank Zappa (Frank Zappa, 1996)
- FZ:OZ (Zappa, 2002 - 1976-os felvétel)
- QuAUDIOPHILIAc (Zappa – kvadrofon Audio DVD, 2004)
- Trance-Fusion (Zappa Records 2006) - egy számban
- One Shot Deal (Zappa Records ZR 20006, 2008)
- Joe’s Menage (Vaulternative Records VR 20081, 2008) - 1975-ös felvétel
- Philly ’76 (Vaulternative Records VR 20091, 2009) - 1976-os felvétel

### Frank Zappa filmjeiben
- Baby Snakes – 1979-1984 – DVD-n megjelent 2003-ban.

### Missing Persons
- Missing Persons EP (1980) #46 US
- Spring Session M (1982) #17 US
- Rhyme & Reason (1984) #43 US
- Color in Your Life (1986) #88 US

### UK
- Danger Money (1979) (Bill Bruford helyett)
- Night After Night (1979, Live)

### Másokkal
- David Torn, Mick Karn, Terry Bozzio - Polytown
- Jordan Rudess - Feeding the Wheel
- Explorer's Club - Age of Impact (1998)
- Explorer's Club - Raising the Mammoth (2002)
- The Brecker Brothers - Heavy Metal Be-Bop
- Jeff Beck - Jeff Beck's Guitar Shop – 1989 #49 US
- Steve Vai - Sex and Religion
- Vivian Campbell - Two Sides Of If
- Dweezil Zappa - Automatic (2000)
- Korn - Címtelen Korn-album (2007)
- The Knack - Zoom
- Zappa Plays Zappa - Zappa Plays Zappa (DVD) és Zappa Plays Zappa (CD) (2008)